# Rosemary Gordon
Rosemary Gordon es doctora en filosofía y ejerce como analista junguiana en su consulta privada de Londres. Ha sido miembro influyente de la llamada Escuela de Londres o Escuela evolutiva de psicología analítica.
Es analista didacta de la Society of Analytical Psychology y miembro honorario del Centre for Psychoanalytic Studies de la Universidad de Kent. Fue editora del Journal of Analytical Psychology entre 1986 y 1994.

## Obra
Ha publicado entre otros Dying and Creating: A Search for Meaning (1978) y Bridges: Metaphor for Psychic Processes (1993).  
En su artículo Masochism: the shadow side of the archetypal need to venerate and worship,  postula una necesidad arquetípica de venerar y adorar que puede estar oculta en la sombra y distorsionada en prácticas como el masoquismo sexual.